# Josef Tauber
Josef Tauber (* 8. Juli 1940 in Großpetersdorf) ist ein ehemaliger österreichischer Politiker (SPÖ) und Gewerkschaftssekretär. Tauber war von 1982 bis 1993 Abgeordneter zum Burgenländischen Landtag und von 1993 bis 1999 Landesrat in der Burgenländischen Landesregierung.
Tauber wurde als Sohn des Eisenbiegers Viktor Tauber geboren und besuchte die Volks- und Hauptschule in Großpetersdorf. Danach erlernte er den Beruf des Maurers, wobei er sich an der zweijährigen Technisch-gewerblichen Abendschule als Bautechniker weiterbildete. Er leistete 1959 den Präsenzdienst beim Österreichischen Bundesheer ab und absolvierte danach zwischen 1960 und 1964 die Werkmeisterschule für Hoch- und Tiefbau. Er war daneben von 1961 bis 1975 als Baupolier in Wien beschäftigt und stieg 1974 zum Bauführer auf. 1975 wechselte er als Baumarktleiter einer Baustoffgroßhandlung nach Großpetersdorf, im Juli 1976 wurde er Gewerkschaftssekretär der Bau- und Holzarbeiter der Bezirkstelle des Österreichischen Gewerkschaftsbundes für den Bezirk Oberwart.
Tauber war bereits ab 1969 Gemeinderat in Großpetersdorf und stieg 1976 zum Gemeindevorstand auf. Zwischen 1982 und 1993 hatte er das Amt des Bürgermeisters inne. Daneben war er innerparteilich ab 1976 als SPÖ-Ortsparteiobmann aktiv und übernahm 1995 die Funktion des SPÖ-Bezirksparteiobmanns. Tauber war zwischen dem 18. Jänner 1982 und dem 17. März 1993 Abgeordneter zum Burgenländischen Landtag, danach war er vom 18. März 1993 bis zum 17. März 1999 Landesrat in den Landesregierungen Stix I und Stix II.
Tauber blieb nach seinem Ausscheiden aus der Landespolitik weiter in der Gemeindepolitik aktiv und trat bei der Gemeinderatswahl 2007 erneut für die SPÖ an. Zuvor war er in einer Kampfabstimmung um den ersten Listenplatz nur knapp dem amtierenden Bürgermeister Winfried Kasper unterlegen.
Im Jänner 2012 wurde Tauber vom Gemeinderat Großpetersdorf zum Vizebürgermeister bestellt. Diese Funktion übte er bis zur Gemeinderatswahl am 7. Oktober 2012 aus. Bei der Gemeinderatswahl am 7. Oktober wurde der mittlerweile 72-Jährige von der Bevölkerung wieder in den Gemeinderat gewählt. Bei der Konstituierung des neu gewählten Gemeinderates wurde er mit der Führung der Gemeindefinanzen als Kassenführer bestätigt. Tauber ist somit der an Jahren älteste und längstdienende Politiker im Burgenland.

## Auszeichnungen
- Ehrenbürgerschaft in Großpetersdorf[2]